# El Chivatillo
El Chivatillo är en ort i Mexiko.   Den ligger i kommunen Cocula och delstaten Jalisco, i den centrala delen av landet, 500 km väster om huvudstaden Mexico City. El Chivatillo ligger 1 480 meter över havet och antalet invånare är 187.
Terrängen runt El Chivatillo är huvudsakligen kuperad, men åt nordost är den platt. Runt El Chivatillo är det glesbefolkat, med 13 invånare per kvadratkilometer. Närmaste större samhälle är Cocula, 8,3 km norr om El Chivatillo. I omgivningarna runt El Chivatillo växer huvudsakligen savannskog.